# TJK Legion
El Tallinna Jalgpalli Klubi Legion (en español: Club de Fútbol de la Legión de Tallinn), conocido simplemente como TJK Legion, es un equipo de fútbol de Estonia que juega en la Esiliiga B, la tercera división de fútbol en el país.

## Historia
Fue fundado el 4 de enero de 2008 en la capital Tallinn luego de la fusión de los equipos Tallinna Jalgpalli Klubi y TSK Legion y entró en la II liiga para ese año.
Terminó en segundo lugar de la zona sureste de la liga, con lo que logró el ascenso a la Esiliiga para 2009, donde estuvo tres temporadas hasta que descendió en 2011 al terminar en penúltimo lugar.
En 2012 jugó en la II liiga, donde estuvo una temporada y en 2013 se convirtió en uno de los equipos fundadores de la recién creada Esiliiga B, de la cual descendió en el año 2014.
Tres años después logra ascender a la Esiliiga B como campeón zonal, y una temporada después regresa a la Esiliiga como campeón de la tercera división.

## Palmarés
- Esiliiga: 1

2019
- Esiliiga B: 1

2018
- II liiga - Sureste: 1

2017